# Kayardild
Kayardild är ett australiskt språk med ett okänt antal talare. Kayardild talas i Queensland. Kayardild tillhör de pama-nyunganska språken.